# Фазма
Фазма е герой от поредицата „Междузвездни войни“, който появява в седмия филм. Тя е капитан на Първият ред и хромов щурмовак. Тя управлява армия от щурмоваци. Ролята ѝ е играна от Гуендолин Кристи. Видяна е във втория трейлър, но името е по-късно представено в списание „Венити Фер“ на 3 май 2015 г.